# 共同防御援助法案
《共同防御援助法》，即《军援法》，民国政府称之为“联防互助法案”，是冷战时期美国第一部援外法案。受1949年9月苏联爆炸首颗原子弹，1949年10月1日中华人民共和国成立导致世界基本力量对比变化影响，1949年10月6日美国总统杜鲁门签署生效《共同防御援助法》：为期一年拨款13.1401亿美元，其中10亿援助北约国家，2.1137亿美元援助对抗共产主义前线的希腊和土耳其（当时两国还不是北约成员），2764万美元援助伊朗、南韩、菲律宾，7500万美元援助撤台的民国当局。该法案作为1948年4月3日向西欧提供经济与社会发展援助的马歇尔计划的重要补充，把美国的外交与军事进一步紧密结合起来，从而使北约成员国“再军备”能够发挥实际作用。《共同防御援助法》的执行，由总统授权国务院负责，国务院的共同防御援助主任办公室、国防部代表、经济合作署代表组成对外军事援助部际协调委员会执行日常事务。
朝鲜战争爆发后，杜鲁门提出“必须帮助在共同防御中与我们有联系的自由国家增强军事力量”，“压倒一切的目的是武装欧洲”。1950年7月26日美国国会通过了1951财政年度《共同防御援助法》对外军援拨款12.25亿美元。1950年8月1日，杜鲁门提出增加40亿美元对外军援，国会于9月27日予以批准。北约国家分得34亿美元，希腊、土耳其、伊朗分得1.93亿美元，南韩、菲律宾、民国分得3.03亿美元。
1951年美国国会通过《共同安全法》，把马歇尔计划与《共同防御援助法》融合为一体。
在《共同防御援助法》下，从1950年至1967年通过共同援助程序（Mutual Assistance Program）向伙伴国提供了334亿美元的武器与33亿美元的军用剩余物资。
- 1950年至1954年向正在与越盟作战的法国殖民军提供了海量的财政援助与陆海空军军事物资援助，中央情报局提供大量的情报支援，甚至通过民航空運公司派出24名中情局飞行人员，其中2人在奠边府战役战死。